# Otvetnyj chod
Otvetnyj chod (Ответный ход) è un film del 1981 diretto da Michail Tumanišvili.

## Trama
Il comando del sud decide di inviare un gruppo di sabotaggio composto da Tarasov, Volentir e due marines: Švec e Zinov'eva, nella parte posteriore del nord, che devono affrontare compiti difficili.